# Waubacherveld
Waubacherveld is een wijk in het noorden van de gemeente Kerkrade in de Nederlandse provincie Limburg. Het is een wijk van Eygelshoven en ligt ten noorden van de Strijthagerbeek.
Bleijerheide · Chevremont · Eygelshoven · Gracht · Haanrade · Ham · Heilust · Holz · Hopel · Kaalheide · Kaffeberg · Kerkrade-Centrum · Locht · Mucherveld · Nulland · Rolduckerveld · Spekholzerheide · Terwinselen · Vink · Waubacherveld

Limburg: Steden en dorpen      Nederland: Provincies · Gemeenten